# Hemeroblemma stiva
Hemeroblemma stiva är en fjärilsart som beskrevs av William Schaus 1912. Hemeroblemma stiva ingår i släktet Hemeroblemma och familjen nattflyn. Inga underarter finns listade i Catalogue of Life.